# گردین (جبالبارز)
گردین روستایی در دهستان سغدر بخش جبالبارز شهرستان جیرفت استان کرمان ایران است.

## جمعیت
بر پایه سرشماری عمومی نفوس و مسکن در سال ۱۳۹۵ جمعیت این مکان ۴۷ نفر (۱۶خانوار) بوده‌است.